# جو فيتزجيرالد (سياسي)
جو فيتزجيرالد هو موظف مدني وسياسي أسترالي، ولد في 6 فبراير 1912 في رندويك ‏ في أستراليا، وتوفي بنفس المكان في 1 نوفمبر 1985. نشط حزبياً في حزب العمال الأسترالي. وقد انتخب عضو مجلس النواب الأسترالي ‏ عن دائرة Division of Phillip ‏ (10 ديسمبر 1949 – 10 ديسمبر 1955) وانتخب عضو مجلس الشيوخ الأسترالي ‏ عن دائرة نيوساوث ويلز ‏ (1 يوليو 1962 – 11 أبريل 1974).